# Steinwald

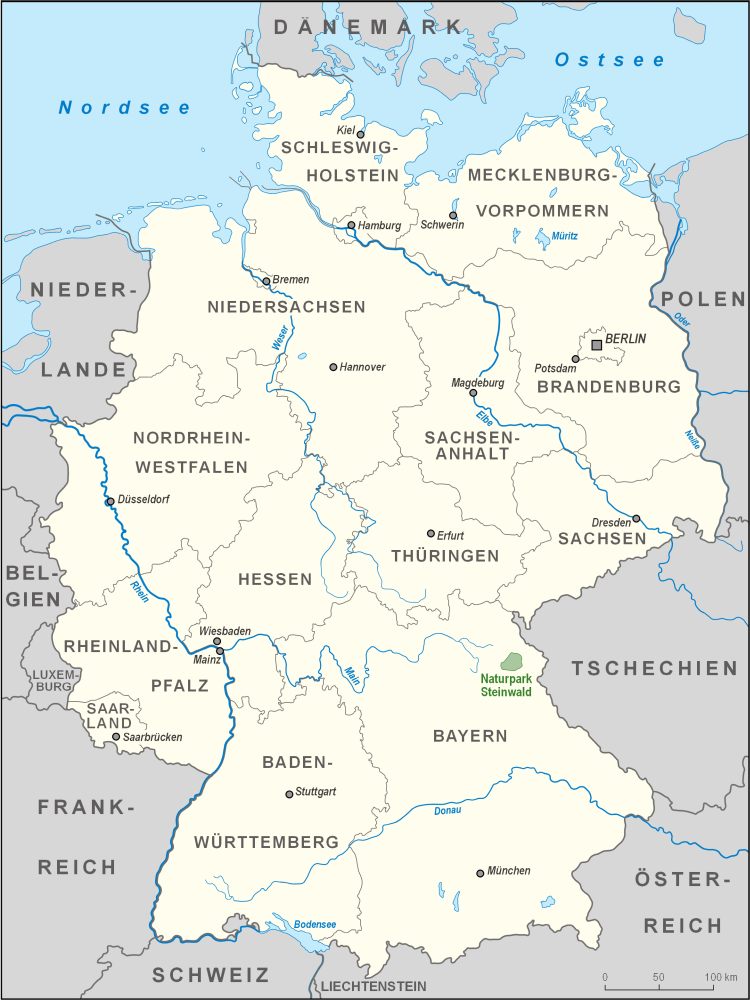
Lage des Naturparks Steinwald

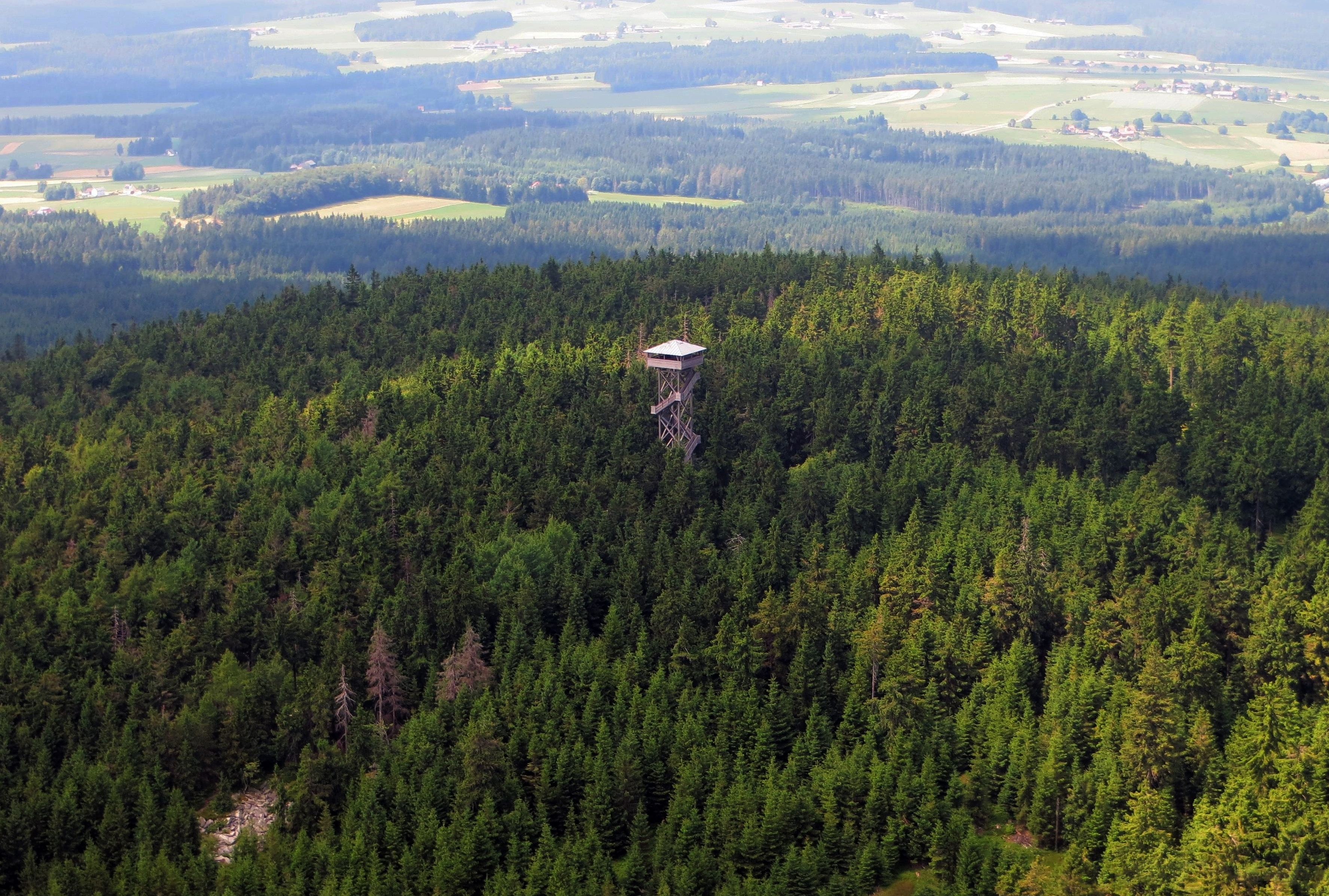
Oberpfalzturm aus dem Motorsegler fotografiert

Der Steinwald ist ein bis zu 946 m ü. NHN hohes Mittelgebirge im Regierungsbezirk Oberpfalz, im Nordosten von Bayern (Deutschland). Naturräumlich gehört er zur Haupteinheit Hohes Fichtelgebirge (394). Nach einer weiteren Untergliederung durch das Bayerische Landesamt für Umwelt (LfU) bildet er das Kerngebiet der Einheit Steinwald (394-C), die auch den Reichsforst im Nordosten sowie, rechts der Fichtelnaab, den Armesberg und seine südöstlichen Nachbarerhebungen im Südwesten enthält.
Im Jahr 1970 wurde der heute 246 km² große Naturpark Steinwald gegründet.

## Geographie

### Lage
Der Steinwald liegt südlich der oberfränkischen Großen Kreisstadt Marktredwitz und nördlich von Erbendorf im Landkreis Tirschenreuth. Vom nordwestlich gelegenen Fichtelgebirge ist der Steinwald durch die Waldershofer Senke und vom südöstlich befindlichen Oberpfälzer Wald durch die Naab-Wondreb-Senke getrennt. Der Steinwald ist der südliche Gebirgszug des hufeisenförmigen Fichtelgebirges.

### Berge
Zu den Bergen und Erhebungen von Mittelgebirge und Naturpark Steinwald gehören – sortiert nach Höhe in Meter (m) über Normalnull (NN):
| - Platte (946 m) mit Oberpfalzturm - Katzentrögel (941 m) - Schloßfelsen (913 m) - Weißenstein (863 m) mit Ruine Weißenstein - Saubadfelsen (858 m) - Grandfelsen (854 m) - Reiseneggerfelsen (846 m) | - Knock (845 m) - Plößberg (820 m) - Zipfeltannenfelsen (756 m) - Kleiner Teichelberg (740 m) - Armesberg (731 m) - Roßkopf (725 m) - Spitzer Berg (725 m) - Hackelstein (723 m) | - Steinknock (708 m) - Harlachberg (686 m) - Großer Teichelberg (683 m) - Geißberg (672 m) - Räuberfelsen (670 m) - Vogelfelsen (620 m) |

## Geologie
Ebenso wie das Fichtelgebirge besteht der Steinwald im Wesentlichen aus Granit. Im Süden und Osten ist er von einer Basaltkuppenlandschaft (Kemnather Land, Nördlicher Steinwald und Reichsforst)
umgeben, deren markanteste Erhebungen der Parkstein bei Weiden, der Rauhe Kulm bei Kemnath, der Schlossberg bei Waldeck, der Armesberg, der Große Teichelberg und der Ruheberg sind. Man findet im Steinwald zahlreiche Granitblöcke und Felsbastionen, die oft phantastische Formen aufweisen. Sie haben so seltsame Bezeichnungen wie Katzentrögel, Zipfeltannenfelsen oder Saubadfelsen.
Der Steinwald ist immer noch reich an Edelsteinen, darunter Achat und Jaspis, Erzen (Spat-, Braun- und Roteisen) und Gesteinen. Früher, besonders im Mittelalter, wurden diese Erze abgebaut, heute sind die verbliebenen Vorkommen zu klein und liegen zu verstreut, um eine Förderung rentabel zu machen.
Häufig wird der Steinwald als ein Ausläufer des Fichtelgebirges betrachtet. Eine geologische Untersuchung widerlegte dies jedoch; der Granit im Steinwald ist wesentlich weicher als der Fichtelgebirgsgranit und enthält kein Lithium wie dieser. Außerdem ist er jünger als das Fichtelgebirge, was zahlreiche Basalt- und Kalkvorkommen belegen. Der Steinwald ist auch reich an Quellen. Das Wasser sprudelt oft aus Felsspalten hervor und hat eine gute Qualität. Hier findet man auch eine der eisenreichsten Quellen in ganz Europa, die König-Otto-Quelle in König-Otto-Bad bei Wiesau, das nach dem Bruder des Prinzregenten Luitpold, Otto I. von Griechenland, benannt ist. Das Wasser wird von der Firma König-Otto-Sprudel zu Getränken verarbeitet.
Die Bodenqualität im Steinwald hängt vom jeweilig dominierenden Gestein ab. Die äußerst verschiedenartigen Böden kann man etwa in vier Arten einteilen:
- Aus den Gesteinen des Steinwaldrandes (Phyllit, Quarzit, Sande und Kaolintone) entstanden überwiegend nährstoffarme und saure Böden.
- Die Granite im Steinwald hinterließen meist tiefgründig verwitterte Böden mittlerer Nährstoffversorgung.
- Aus den Basaltverwitterungen entstanden eng begrenzte Böden mit einem guten Nährstoffvorrat.
- Weitere gute Böden sind die grund- und stauwasserbeeinflussten Böden, oft mit Moorbildung.

## Klima

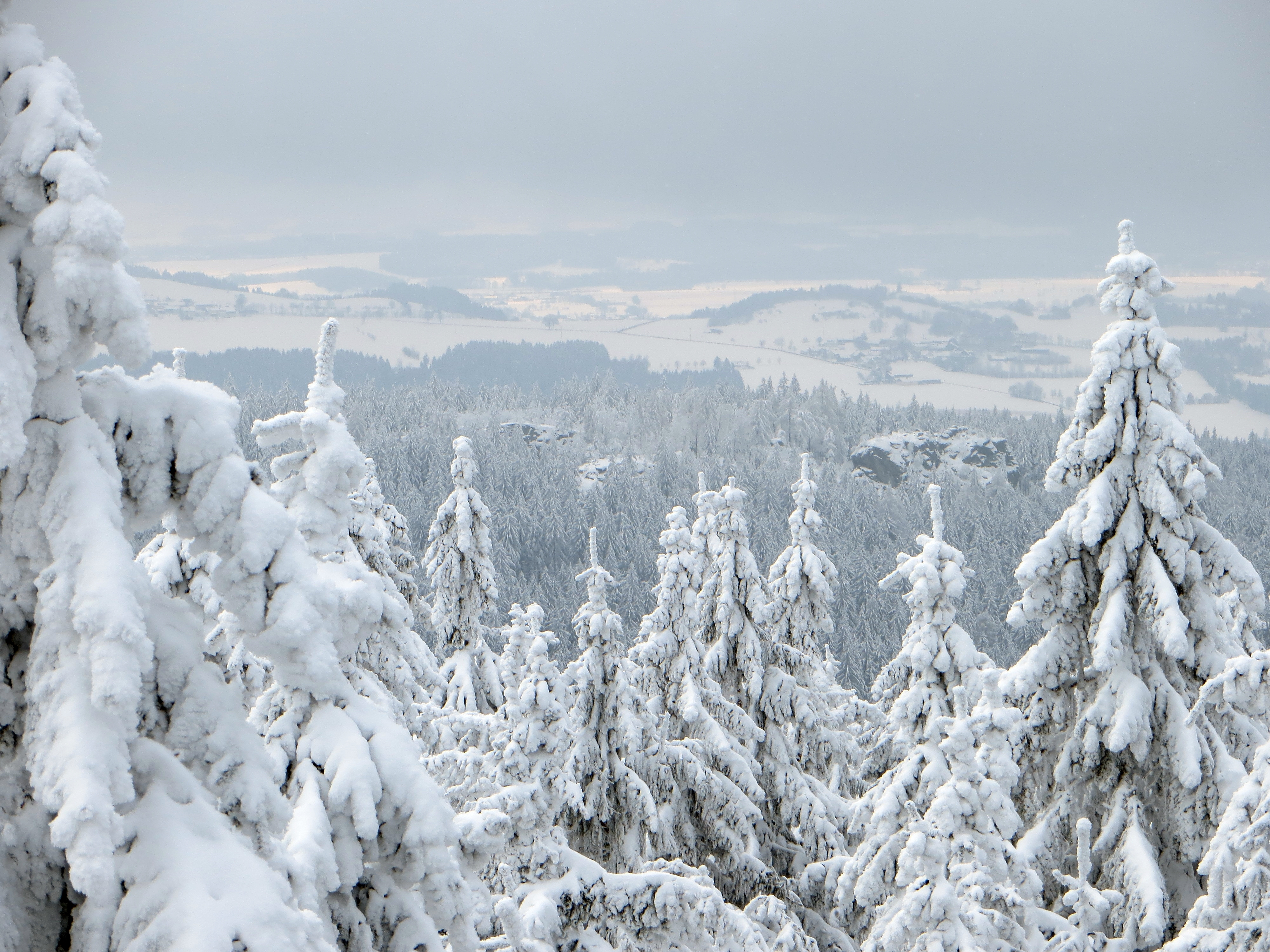
Winter im Steinwald, mit Blick von der Platte auf die Felsformation des Grandfelsen

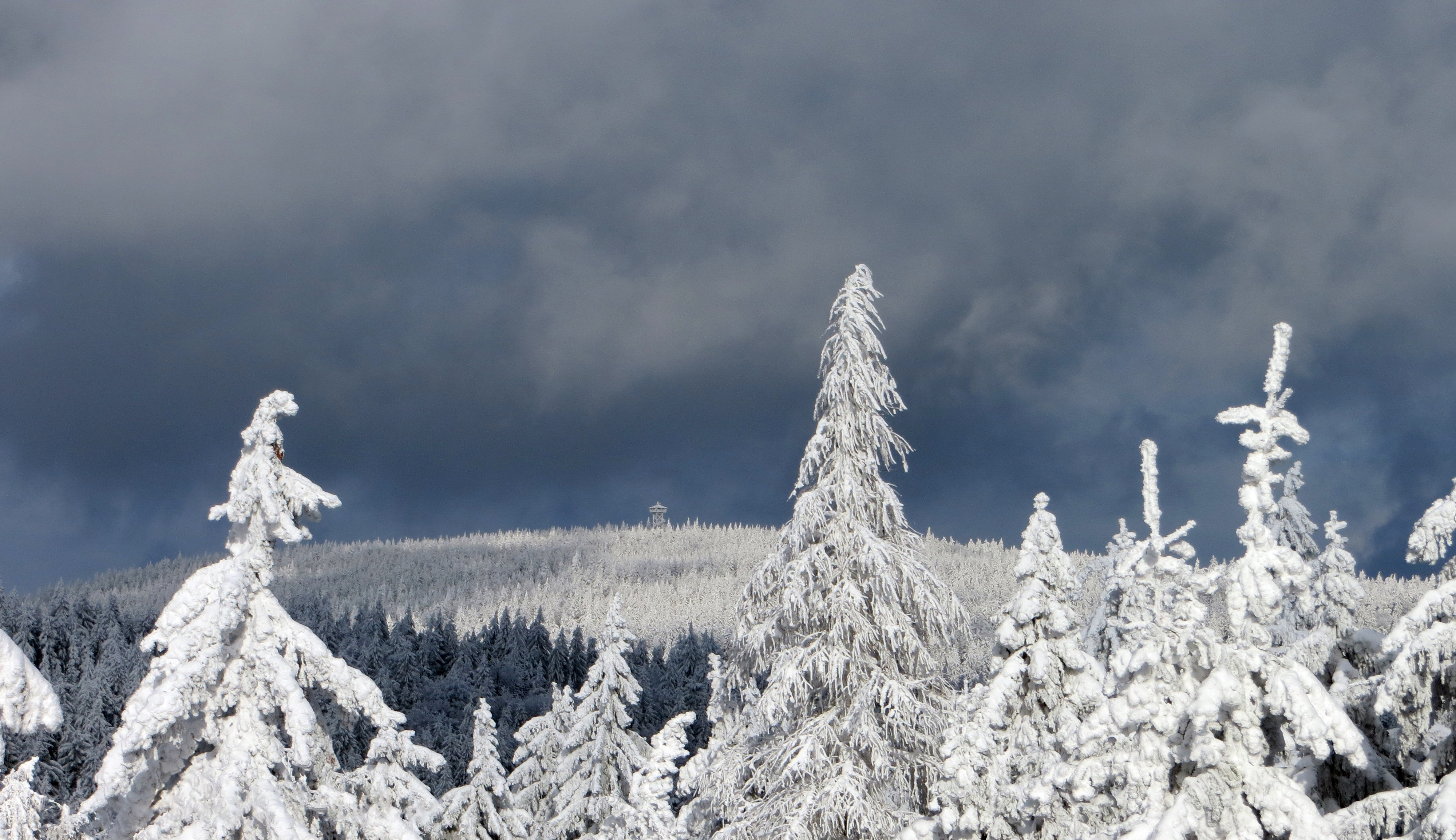
Blick vom Saubadfelsen (858 m) zum Oberpfalzturm auf der Platte (946 m)

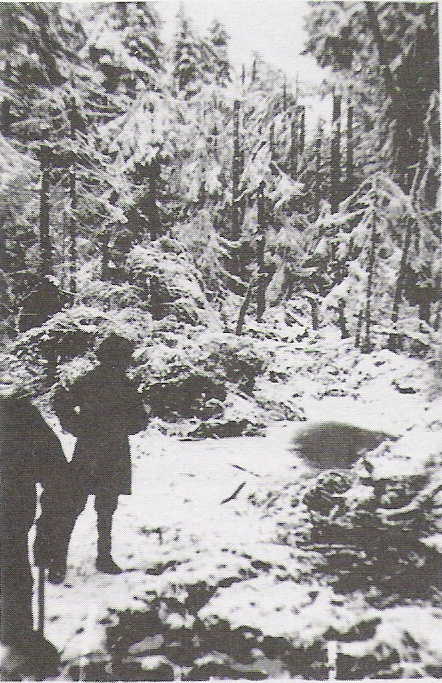
Katastrophaler Schneebruch im Winter 1927/1928

Das Klima im Steinwald ist vergleichbar mit dem Klima im Oberpfälzer Wald. Winter und Frühling fallen im Steinwald markant kälter aus als im angrenzenden Hügelland. Im Winter folgen auf wochenlange Dauerfrostperioden mit Schneestürmen und Raureif kurze Tauperioden, die zur Unwegsamkeit des Geländes beitragen. Der Frühling tritt etwa 2 Wochen zeitverzögert ein und kann von Kälteeinbrüchen bis in den Mai unterbrochen werden. Im Sommer und Herbst sind die Temperaturunterschiede zum Umland weniger ausgeprägt, oftmals ist der Höhenzug die Wetterscheide zwischen sonnigem Südwesten und nebligem Nordosten oder umgekehrt. Die Zahl der Sommertage (über 25 °C) liegt bei etwa 25 Tagen. Die mittlere Jahrestemperatur liegt bei 4 bis 6,5 °C, die Niederschlagsmenge eines Jahres beträgt etwa 1100 mm (Platte). Die letzten Sommer waren allerdings ungewöhnlich trocken.

## Natur
Der Wald im Steinwald besteht größtenteils aus Nadelhölzern, wobei die Fichten überwiegen. Daneben gibt es größere Bestände der Rotbuche, Weißtanne, Waldkiefer, Lärche und Douglasie, vereinzelt auch Bergahorn und Stieleiche. Recht häufig bis in die höchsten Lagen kommt die Vogelbeere vor. Der Laubbaumanteil konnte von 25,1 1987 auf 30,4 Prozent im Jahre 2002 erhöht werden. Am Boden überwiegen Beerensträucher, vor allem Heidel- und Preiselbeeren. Auffällig ist die zahlreiche Verbreitung von Kryptogamen. Der Siebenstern, der auch das Wahrzeichen des Fichtelgebirgsvereins ist, soll hier nicht unerwähnt bleiben. Viele Farne kennzeichnen die Wälder.
Wildtiere (Rotwild, Wildschweine, Füchse, Marder, Iltisse, Wiesel und neuerdings auch wieder Luchse) findet man im Steinwald fast nur in den abgelegenen Waldteilen. Spechte, Habichte, Uhus, Waldkäuze hausen in den hohen Baumwipfeln, darunter auch der Sperlingskauz und der Raufußkauz. Besonderen Schutz genießen die sonst selten gewordenen Schwarzstörche und das Auerhuhn, die es in geringer Anzahl im Steinwald noch gibt.
Seit 2015 engagiert sich der Verein für Landschaftspflege & Artenschutz in Bayern e. V. in der Wiederansiedlung des Habichtskauzes im Steinwald.

### Waldschäden
Der Wald ist vielen Gefahren ausgesetzt. Sorgen bereiten den Waldbesitzern und Forstleuten vor allem die fast jährlichen Witterungsschäden:
- Wind- und Sturmwürfe im östlichen Steinwald
- Duft (Raureif)- und Eisbrüche in den Hochlagen
- Schneebruch im gesamten Naturpark
- Trockenschäden in den Rekordsommern 2003, 2015, 2018, 2019

Die Aufarbeitung dieser Schadflächen bindet soviel Arbeitskraft und Mittel, dass darunter manchmal der langfristig geplante Waldbau leidet. Andererseits zwingen die stark ausgelichteten Bestände zum raschen Waldumbau, um dem Buchdrucker und dem Kupferstecher Einhalt zu gebieten, deren Wirtsbäume vornehmlich die Fichten und Kiefern sind.

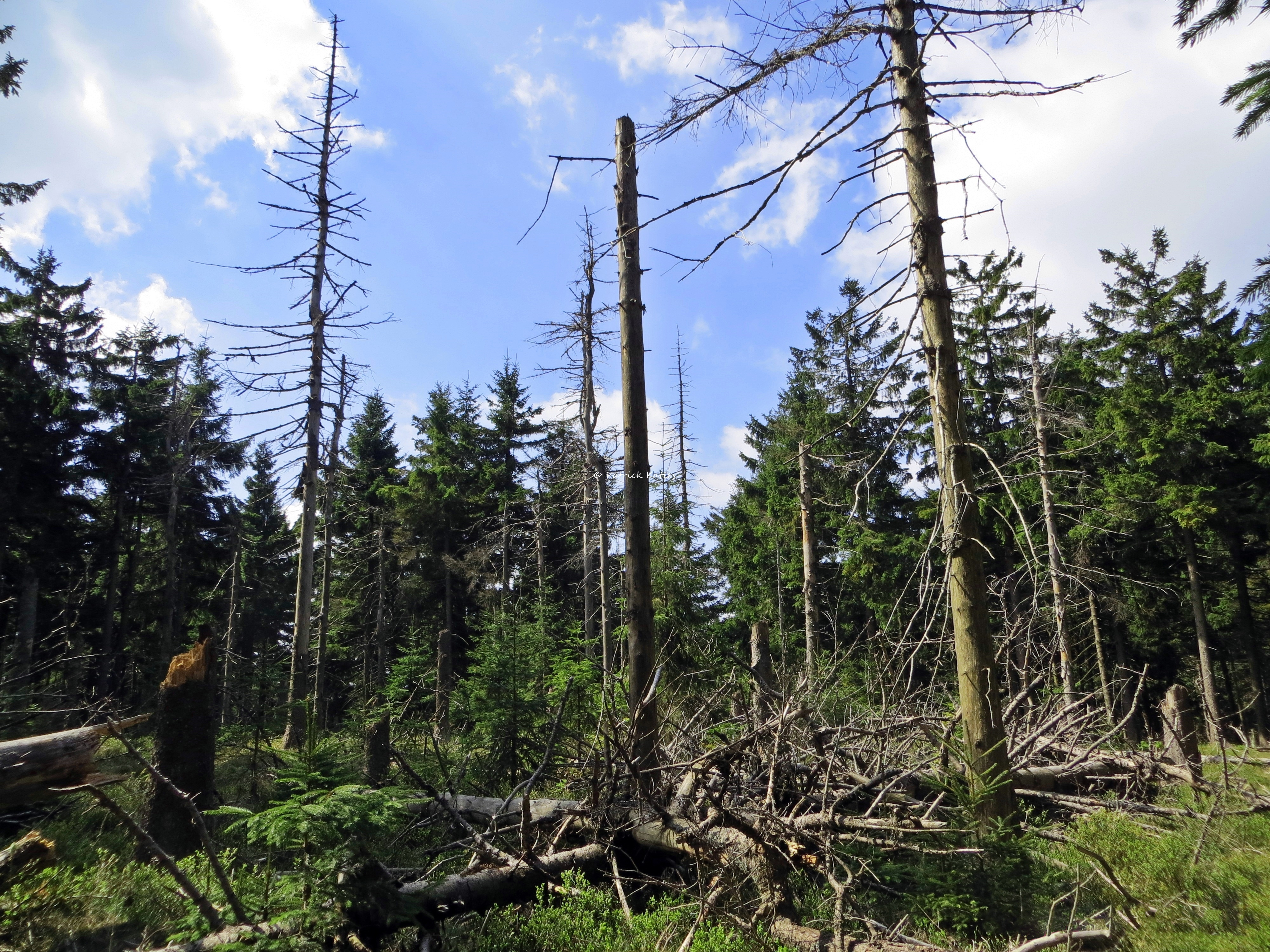
Waldsterben in den 80ern, dieses Bild zeigt abgestorbene Fichten auf den Höhen des Steinwaldes zwischen Platte und Katzentrögel

Seit den 80er Jahren traten in Hochlagen des Steinwaldes vermehrt Waldschäden auf, die unter dem Namen Waldsterben bekannt wurden. Der Steinwald in Nordostbayern bildete einen der Schadensschwerpunkte. Dies war auf die hohen Schwefeldioxidemissionen aus dem nahen Egerer Becken und seine Braunkohleverfeuerung, den sauren Regen und die vielen Nebeltage zurückzuführen. Die deutlich sichtbaren Waldschäden blieben seit 1986 auf etwa gleichem Niveau von 32 %. Bisherige Untersuchungen ergaben, dass es sich dabei um einen Ursachenkomplex aus biotischen und abiotischen Faktoren handelte, bei denen die Umweltverschmutzung eine erhebliche Rolle spielte. Als forstliche Maßnahme kam Düngung in Betracht, um dem Magnesiummangel (Nadelvergilbung) entgegenzuwirken. Damit keine baumlosen Steppen wie in den Höhen des Erzgebirges entstanden, wurden die geschädigten Hochlagenbestände unterpflanzt. Das Forstamt Kemnath führte diese Maßnahmen auf rund 200 Hektar Fläche durch. Der seit 2000 deutlich wahrnehmbare Klimawandel erfordert hingegen andere Maßnahmen, insbesondere einen nachhaltigen Waldumbau in einen diversifizierten Mischwald mit deutlicher Reduktion des Fichtenanteils sowie Anpflanzung wärmetoleranter Baumarten, wie etwa Esskastanie, Schwarzkiefer oder Traubeneiche.

### Waldfunktionen
Der Steinwald hat landeskulturelle, wirtschaftliche, soziale und gesundheitliche Aufgaben zu erfüllen.
Zur Bewahrung oder Wiederherstellung des standortgemäßen Waldzustandes bedarf es zunächst der Sicherung der Schutzfähigkeit. Dies ist im Waldfunktionsplan festgelegt:
- Auf den Kuppen, Hangkanten und Steilhängen, also im erosionsgefährdeten Bereich, haben Wälder Aufgaben des Bodenschutzes. Vor allem die Felszonen des Steinwaldes sind hier zu nennen.
- Im Naturpark sind etwa 30 Wasserschutzgebiete ausgewiesen und fast alle beziehen ihr Wasser aus dem Wald. Die Wälder in diesen Wassereinzugsgebieten werden deshalb aufgrund strenger Auflagen und Einschränkungen in der Nutzung besonders gepflegt.
- Im Steinwald haben auch viele Flächen, z. B. die Waldmoore, eine wichtige Bedeutung für den Biotopschutz, das Landschaftsbild und den Naturschutz. Ein sehr eindrucksvoller natürlicher Wald auf dem Große Teichelberg wurde als Naturwaldreservat von jeder Nutzung freigestellt, um seine ungestörte Entwicklung genauer erforschen zu können.

Das wesentliche Ziel im Steinwald ist jedoch die nachhaltige Bewirtschaftung des Waldes. Jedes Jahr werden rund 50.000 Festmeter Holz im Steinwald geschlagen. Dies ist auch wichtig, um die Übervölkerung des Waldes zu verhindern und das typische Bild des Steinwaldes beizubehalten.

### Naturschutz

#### Naturschutzgebiet
Der Föhrenbühl bei Grötschenreuth ist ein Naturschutzgebiet mit einer Größe von 33,79 Hektar. Es dient dem Schutz seltener Pflanzen auf Serpentingestein mit neun Farnarten, darunter seltene Streifenfarne. Neben Wacholder gedeihen dort Zwergbuchs, Schwarzwerdender Geißklee und Bergjohanniskraut.
- Großer Teichelberg (NSG-00507.01)

#### Naturdenkmale
- Westlich von Fuchsmühl, im Besitz des Augsburger Stadtwalds, befindet sich der 723 Meter hoch gelegene Hackelstein. Das geschützte Naturdenkmal verfügt über eine Besteigungsanlage. Auch Klettern ist am Hackelstein erlaubt. Eine Unterstellhütte befindet sich in der Nähe. Am 25. Dezember findet hier jedes Jahr eine Feier der Waldweihnacht statt.
- Franzosenfelsen bei Riglasreuth, eine Quarz-Schiefer-Gruppe unmittelbar an der Straße nach Kulmain
- Kühstein, eine Geländekuppe bei Erbendorf am linken Fichtelnaab-Ufer mit drei Syenitsäulen
- Steinhübel, ein Basaltkegel bei Pechbrunn
- Teufelsstein, ein Granitfelsen in der Nähe von Napfberg, nördlich von Pfaben.
- Wappenstein mit dem Hohenzollern-Wappen bei Groschlattengrün (Gemeinde Pechbrunn) auf einem kleinen Basaltkegel

#### Geschützte Landschaftsbestandteile
- Der Schlosspark Fuchsmühl ist wegen seines alten Baumbestandes geschützt.
- Steinbruch bei Röthenbach, nordöstlich von Reuth
- Die Schrammwiesen bei der Plattenmühle im Norden Fuchsmühls sind als Nasswiesen geschützt.
- Bäume bei der Marienkapelle in Trevesenhammer

#### Geschützte Baumgruppen und Einzelbäume
- Die 1820 angelegte Lindenallee von Reuth nach Premenreuth mit etwa einem Kilometer Länge steht unter Schutz.
- Die Lindengruppe bei Poppenreuth, bestehend aus vier Bäumen, ist etwa 220 Jahre alt. Die Gesamtkronenbreite beträgt 30 Meter, die Höhe 31 Meter. Der Stamm ist etwa 1,75 Meter dick.
- Die zwei Linden an der Antonius-Kapelle in Hohenhard, einem Stadtteil von Waldershof, sind etwa 300 Jahre alt, der Stammdurchmesser beträgt 1,80 Meter und die Höhe 31 Meter.
- Geschützt ist auch die Linde beim Gasthaus in Schafbruck, ebenfalls zu Waldershof gehörend. Der Baum ist auch bekannt als Fleischgirgl-Linde. Ihr Stamm misst 1,60 Meter, die Linde ist 32 Meter hoch und die Kronenbreite beträgt 21 Meter.
- Die Linde an der Straße nach Walbenreuth ist 22 Meter hoch und hat eine Kronenbreite von 17 Metern. Sie befindet sich etwa 1,5 Kilometer südlich von Waldershof.
- Die Linde bei der Windischkapelle in Erbendorf ist ebenfalls 400 Jahre alt. Die Kronenbreite beträgt etwa 15 Meter, der Baum ist rund 30 Meter hoch und hat einen Stammdurchmesser von sieben Metern.
- Die 28 Meter hohe, geschützte Baumgruppe in Walbenreuth, bestehend aus zwei Ahornbäumen, besitzt eine geschlossene Krone.
- Die Baumkrone des Bergahorns bei Poppenreuth besteht aus drei einzelnen Stämmen, die in der Form eines Dreiecks im Abstand von je einem Meter gepflanzt worden sind.
- Ebenfalls geschützt sind die Hutfichte bei Arnoldsreuth, Gemeinde Pullenreuth und die Bildföhre bei Plärn, Stadt Erbendorf.

### Markante Felsen

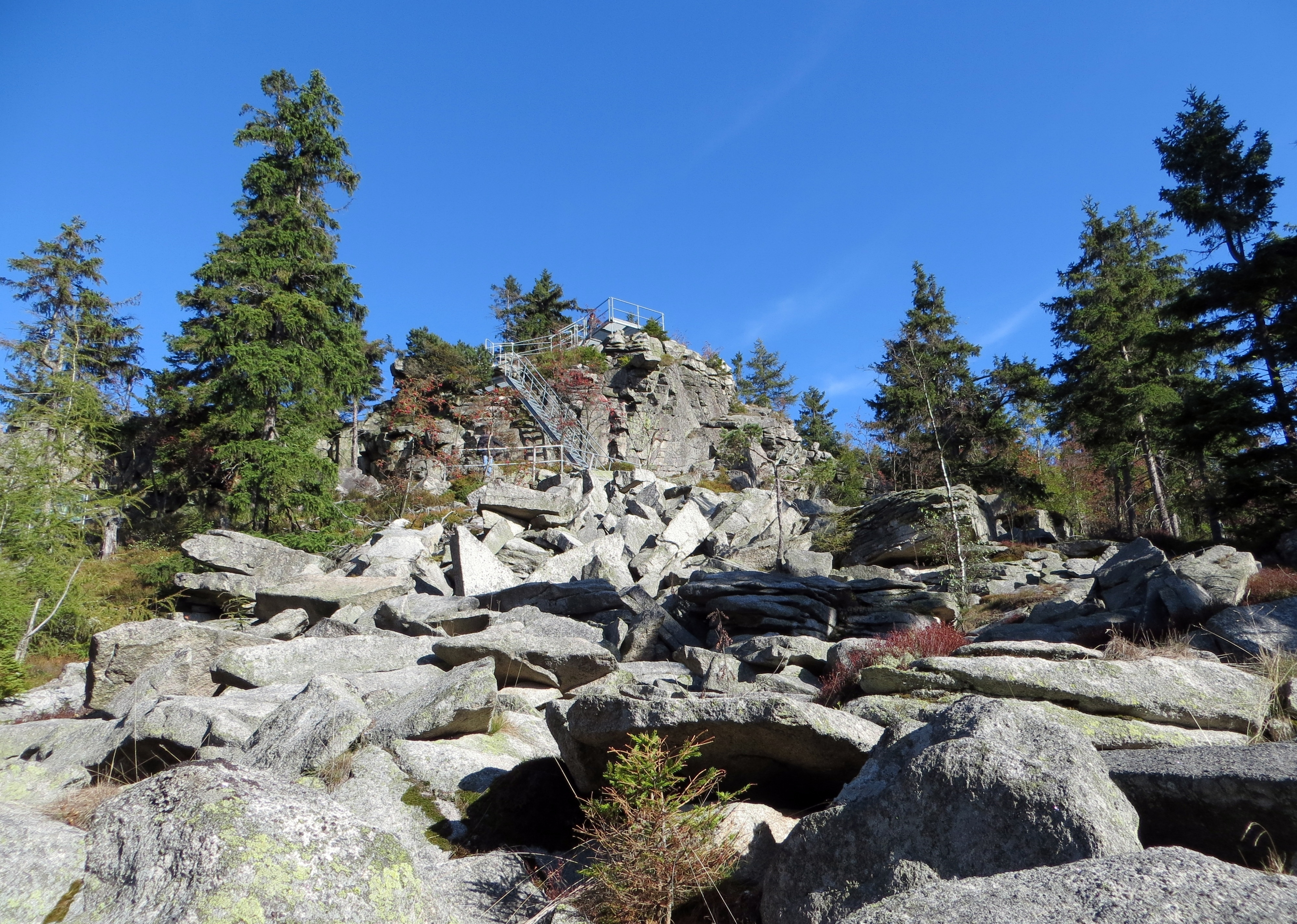
Das Blockmeer am 858 m hohen Saubadfelsen, verdankt dem Zerfall einer größeren Felsburg. Durch die Einwirkung von intensivem Frost während des Eiszeitalters ist die einstige Felsburg bis auf ihren Kernbereich zum größten Teil zusammengefallen.

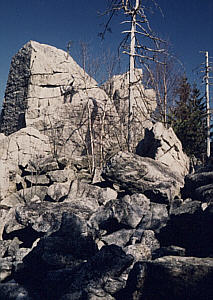
Granitfelsgruppe Zipfeltannenfelsen

Neben den oben unter Naturdenkmale genannten Felsen gibt es im Steinwald zahlreiche weitere markante Felspartien:
- Vor dem Bau des Oberpfalzturms war der 941 Meter hoch gelegene, besteigbare Katzentrögelfelsen der beliebteste Aussichtspunkt des Steinwaldes. Die Besteigungsanlage zum Katzentrögelfelsen wurde aus Gründen des Naturschutzes im Jahr 2007 aufgelassen. Der Wanderweg dorthin wurde abmarkiert, die Treppen abmontiert.
- Der Saubadfelsen, unweit des Waldhauses gelegen, ist ein etwa 20 Meter hoher Granitblock mit Besteigungsanlage im westlichen Steinwald. Am Fuß des Felsens befindet sich eine Blockhalde. Der Saubadfelsen selbst ist ca. 200 Meter lang und 60 Meter breit. Er weist Wollsackverwitterungen auf.
- Der Räuberfelsen ist ein großer Granitblock, der vor allem bei Kletterern beliebt ist. Seinen Namen hat der Räuberfelsen angeblich von Räubern, die sich früher dort immer herumtrieben – zumindest behauptet das eine Sage.
- Der Zipfeltannenfelsen ist eine Felsgruppe im südwestlichen Steinwald. Wegen seiner Ähnlichkeit zur Sphinx von Gizeh wird er scherzhaft häufig auch Steinwaldsphinx genannt.
- Palmlohefelsen
- Dachsfelsen
- Der Schloßfelsen ist ein 913 m ü. NHN hoher Felsen auf dem Kamm des Steinwaldes zwischen der Platte und der Burgruine Weißenstein.
- Vogelfelsen, ein Kletterfelsen
- Der Reiseneggerfelsen, benannt nach einem Forstmann namens Reisenegger, früher auch als Steinschlatter bezeichnet, ist ein Felsen mit Besteigungsanlage, der am Weg vom Waldhaus zum Wanderparkplatz Neuköslarn liegt.
- Leiterfelsen, ein Granitfelsengebilde auf 740 Meter Höhe im südlichen Steinwald
- Huberfelsen

## Kulturelles

### Trachten
Johann Baptist Lehner beschreibt in seiner Schrift, die im Bischöflichen Zentralarchiv Regensburg verwahrt wird, die traditionelle Tracht im Steinwald wie folgt:
„Der Mann trug eine Lederhose, den „Traubenrock“, mit faltigen Schößen, ein Seidengilet mit Zierknöpfen (keine Münzknöpfe), Wadenstiefel und Zottelhut; dazu im Winter noch einen blauen Tuchmantel, zu dem man angeblich 9 Ellen Tuch brauchte. Der Kragenaufschlag des Mantels war über handbreit, vorne mit einer Löwenkopfkette aus Messing schließbar. An seine Stelle trat später der „Beanus“ aus blauem Tuche als Überkleid, zuletzt der „Winterrock“ (Überzieher).“
„Die Frau trug einen faltigen, an den Hüften aufgerafften, schweren Leinenrock, ein gesticktes Mieder mit dickwattierten, abgesetzten Pauschärmeln und die breite, seidene Schürze. Als Kopfbedeckung trugen die älteren Frauen eine „Maschnhaube“, ein faustgroßes, spitzes Häubchen mit schwarzgesticktem Goldbrokatboden und ellenlang herabfallenden, über handbreiten, schweren Seidenmoirébändern, die am Häubchen zu einer großen Schleife (Maschn) geknüpft waren. An Festtagen trugen die vermögenden Bauersfrauen meistens eine schwer brokatene Riegelhaube, um den Hals eine Silberkette mit vielen (bis zu 15) Strängen, die – von einfacher Halsweite bis Ellenlänge sich steigernd – in breiten Ringen um Hals und Schultern lagen und am Halse in einer mächtigen steingeschmückten Schließe zusammenliefen.“
„Die Mädchen schmückte eine „Schulhaube“, ein kreisrundes Mützchen mit Goldbrokatboden, das ebenfalls breite, jedoch farbige Bandzier – ohne Maschen – hatte. Um Hals und Schultern legte man ein seidenes, geblümtes, zum Dreieck eingeschlagenes Tuch, das sich später zum kleinen „Rumpftücherl“ wandelte; dessen Enden standen am Knoten, der vorne am Halse geschlungen wurde, etwa eine Handbreit ab. Die Mädchen trugen Röcke aus grellrotem Leinen „Gstreift“ oder „Geigl“.“

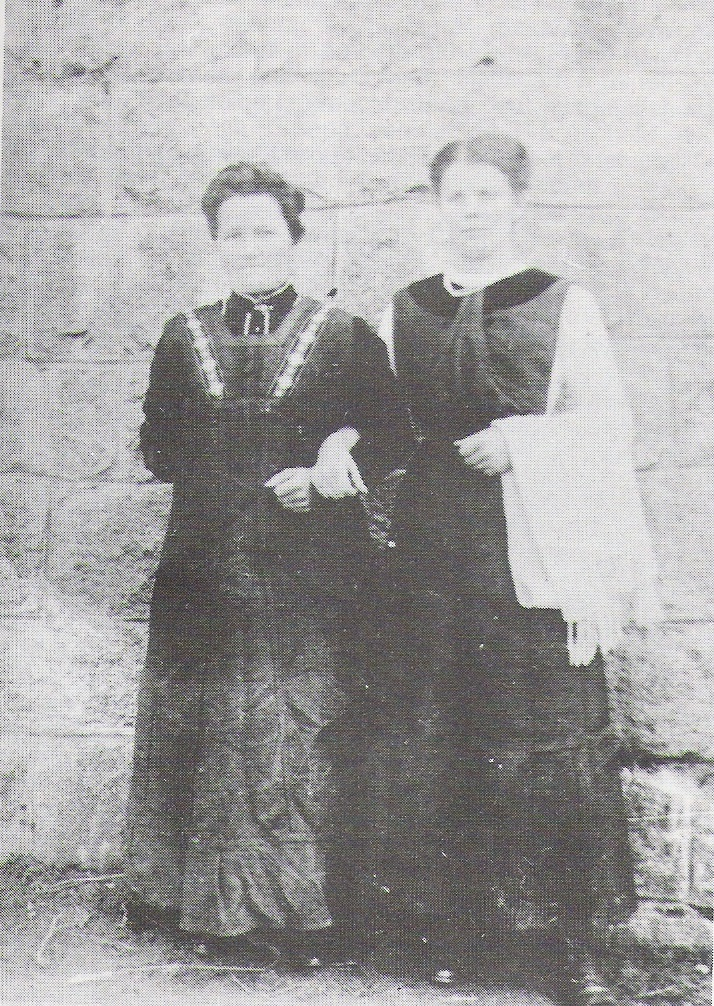
Festtagskleidung im Steinwald um 1910

### Küche
Typische Speisen der Region sind nahrhaft und beinhalten oft Kartoffeln, so etwa der Dotsch, eine Art Kartoffelpuffer. Ein weiteres Gericht ist zum Beispiel die so genannte Schwammerbräih (Pilzbrühe aus Waldpilzen, dazu Kartoffeln oder Kartoffelpüree). An Sonn- und Feiertagen verzehrt man Spoutzn (gemeint sind Kartoffel- und/oder Semmelknödel) mit einem Braten, sehr oft Schweinebraten mit Kruste, genannt Schweinernes. Beliebt sind auch ausgezogener Apfelstrudel, Grießnockerlsuppe, Suppenfleisch (vom Rind) mit Semmelkren (Meerrettich), Buttercremetorte, Käichla und gebackener Karpfen. Bei den Getränken dominieren Biere etwa der Zoigl oder Weizenbier, eine lokale Spezialität ist das Hullerwasser, eine Holunderlimonade aus eingelegten Holunderblüten.

### Religion
Die Bevölkerung im Steinwald ist überwiegend römisch-katholisch. Der Einfluss des Klosters Waldsassen, dessen Grundbesitz sich über Pullenreuth, Waldershof, Pechbrunn, Mitterteich und Wiesau erstreckte, mag hier wohl eine nicht unerhebliche Rolle gespielt haben. Zudem mussten alle Einwohner im Gebiet des ehemaligen Kuramts Waldeck katholisch sein – dies hat sich bis heute größtenteils erhalten. Dies war jedoch nicht immer so. Vor dem Dreißigjährigen Krieg beherrschte der Calvinismus den Steinwald. Belegt wird dies durch den Ort Haselbrunn, der früher oft als „der Ort, wo die calvinistische Kirche steht“ bezeichnet wurde. Zwar soll es noch Überreste dieses Gotteshauses geben, doch bis heute sind noch keine Spuren gefunden worden. Außerdem ergaben Nachforschungen, dass es von 1616 bis 1686 in Pullenreuth calvinistische Provisoren gab. Traditionell gibt es auch in Erbendorf, Krummennaab, Thumsenreuth und Groschlattengrün evangelische Gemeinden, sowie durch den Zuzug von Flüchtlingen seit 1945 auch in Waldershof.

### Bienenzucht
Viele Traditionen der Bevölkerung sind bzw. waren früher mit der Bienenzucht verbunden. Dies spiegelt sich auch im Nachnamen Zeitler wider, der in der Steinwald-Region sehr häufig anzutreffen ist. Er leitet sich vom slawischen Wort für Biene, vcela, ab.
Seit der Besiedlung des Steinwaldes war die Bienenzucht einer der wichtigsten Wirtschaftszweige. Vor allem im Mittelalter blühte wegen des hohen Bedarfs der Kirchen und Klöster an Wachs die Imkerei im Steinwald. Eine besondere Tradition bildete dabei die Zeitelung, ein Festtag, an dem der Bienenhonig „geerntet“ wurde. Aufregung dagegen herrschte, wenn „der Bien“ schwärmte. Dabei wurde der Bienenschwarm mit lauten Lärm verfolgt, da nach altem Recht kein anderer Anspruch auf das Bienenvolk hatte, solange dieses von den Besitzern mit allerlei Getöse und Lärm verfolgt wurde.
Vor allem in früheren Zeiten glaubte man am Steinwald, „wenn ein Unglück ins Haus kommt, so trifft’s zuerst das Bienen- und Taubenvolk“, weil diese gegen dämonische Anstifter des Unglücks wehrlos seien und das Böse daran seine Wut auslasse. Wenn der Bauer starb, wurde beim Wegbringen des Leichnams aus dem Hof leise an die Bienenstöcke geklopft, da sonst auch „der Bien stürbe“. Dies ist umso bemerkenswerter, als die Leute normalerweise ein totes Tier als g'fräckt (verreckt) bezeichnen.
Heutzutage besitzt die Imkerei keinen hohen Stellenwert mehr, und bis auf die Berufsimker ist die Bienenzucht im Steinwald nicht mehr anzutreffen.

## Geschichte
Der Steinwald entstand vor etwa 300 bis 350 Millionen Jahren, als verschiedene Bereiche der Erdkruste während der variszischen Orogenese übereinander geschoben wurden. In der Nachfolgezeit verwitterte die alte Landoberfläche tiefgründig und wurde abgetragen. Durch die alpine Faltung wurde Mitteleuropa seit der Kreidezeit erneut angehoben, wodurch die erodierten Gebirgsrümpfe erneut aufstiegen und als die heutigen Felsformationen zurückblieben. Im Tertiär entstanden die vielen Basaltkuppen, wie Armesberg oder Große Teichelberg, die den Steinwald umgeben.
1061 schenkte König Heinrich IV. seinem Reichsministerialen Otnant von Eschenau im damaligen Nordgau ein Waldstück. Aus der Schenkungsurkunde geht hervor, dass dieses Waldstück königlicher Bannwald war und somit eine Rodungserlaubnis hatte. Daraufhin wurden im 11. und 12. Jahrhundert große Flächen des Nordgaus gerodet, um Siedlungsgebiete zu schaffen. Auf diese Rodungen weist noch die Endung -reuth in vielen Ortsnamen wie Pullenreuth, Riglasreuth, Grötschenreuth oder Thumsenreuth hin. Die Besiedlung und Rodung ermöglichte die Entdeckung zahlreicher Erzvorkommen, die ab dem 14. Jahrhundert abgebaut und verhüttet wurden. Viele Flüsse und Bäche boten ausreichend Wasserkraft und die großen Waldflächen hohen Baumbestand zur Gewinnung von Holzkohle. Aufgrund dieser idealen Voraussetzungen zur Erzgewinnung entstanden im Spätmittelalter rund um den Steinwald 20 bis 25 Hammerwerke. Um 1600 nahm die Oberpfalz und damit vor allem der Steinwald den zweiten Platz unter den europäischen Eisenzentren ein. Eine Übernutzung der Wälder durch den hohen Holzbedarf zur Erzverhüttung und für die Köhlerei waren die Folge. Es wurde der Amberger Regierung über die zunehmende „Verödigung des Holzberges“ (Steinwald) berichtet. Aus Furcht vor einer Holznot erließ der Waldecker Statthalter Johann von Leuchtenberg 1540 die erste Forstordnung für den Steinwald.
25 Jahre später folgte der „Obern kurfürstlichen Pfalz in Bayern Waldordnung“, die eine nachhaltige Nutzung und Wiederverjüngung der Wälder vorschrieb. Dieses Vorhaben wurde jedoch durch den Dreißigjährigen Krieg vereitelt. Weiterhin wurden die Wälder rücksichtslos ausgebeutet. Wegen der guten Holzkohle, die sich daraus herstellen ließ, wurde der Anbau von Fichten und Kiefern auf den Kahlschlägen gefördert. Die Laubbaumbestände kamen kaum mehr zur Verjüngung, zudem wurden die jungen Bäume durch das Weidevieh abgefressen. Somit verschwand das Laubholz fast vollständig aus den ehemaligen Mischwäldern. In der ersten Hälfte des 18. Jahrhunderts begann dann die Stallhaltung der Rinder, was zu einer ausgedehnten Streunutzung führte und nun vollends zum Niedergang der ausgeplünderten Wälder führte. Erst in der Mitte des letzten Jahrhunderts konnte eine geregelte Forstwirtschaft den Raubbau am Wald unterbinden und beenden.

### Eigentümer des Steinwaldes
Der Steinwald war von jeher auf verschiedene Herrschaften aufgeteilt. Auffallend ist die Dreigliederung des Waldes:
- Im Westen der wittelsbachische Amtsbezirk Waldeck-Kemnath,
- im Osten das Stiftland unter der Herrschaft des Klosters Waldsassen,
- Im mittleren Teil mehrere kleine Herrschaftsbereiche (Fuchsmühl, Friedenfels, Thumsenreuth).

Der Westteil des Waldes war seit 1283 in wittelsbachischem Besitz und hatte im Oberamt Waldeck eine eigene Forstverwaltung. Jedoch war schon vorher bei den Leuchtenbergern um 1228 ein forstlicher Amtssitz in Kulmain bekannt. Diesen heute 3137 Hektar großen Staatswaldteil betreut seit 1973 das Forstamt Kemnath. Das Forstamt Mitterteich übernahm nach der Säkularisation den 1345 Hektar großen Waldbesitz des ehemaligen Klosters Waldsassen.
Der Mittelteil des Steinwaldes umfasst 3318 Hektar. Mehrere Großwaldreviere, ehemals herrschaftliche Besitzungen, prägen den Wald. Der größte Teil dieses Mittelstücks war im Besitz des Ministerialengeschlechts der Notthafft. Heute besitzt die Familie von Gemmingen-Hornberg, Güterverwaltung Friedenfels dieses 1800 Hektar große Waldstück. Im ehemaligen Hofmarksbereich Fuchsmühl ist die Stadt Augsburg Eigentümer von 835 Hektar Wald. Die Stadt Erbendorf besitzt 130 Hektar und Waldershof 50 Hektar Wald.
Der sonstige Privatwald hat mit insgesamt 5121 Hektar einen großen Stellenwert. Es entfallen 61 % der gesamten Waldfläche auf den Privatwald, 32 % auf den Staatswald und 7 % auf den Gemeindewald.

### Grenzkonflikte im Steinwald
Spätestens seit dem 15. Jahrhundert gab es im Steinwald Auseinandersetzungen um den Verlauf der Grenze. Beteiligt waren daran zum einen die Familie Notthafft, deren Herrschaftsbereich sich vom Weißenstein aus über einen Großteil des Steinwaldes erstreckte, zum anderen die pfälzischen Wittelsbacher, die Eigentümer des zum Kurpräzipuum gehörenden Amtes Waldeck-Kemnath waren.
Die Konflikte endeten in einem Prozess, der von 1497 bis 1499 dauerte. Teilnehmer waren Oswalt von Seckendorf, der Bevollmächtigte des Kurfürsten und Pfalzgrafen Philipp, sowie Hans Nothaft, Vertreter der Familie Notthafft.
Im Rahmen dieses Prozesses wurde ein Lokaltermin im Steinwald angesetzt, an dem die Vertreter beider Parteien teilnahmen. Dabei konnte man sich über den Verlauf der Grenze nicht einigen.
Dem Lokaltermin folgten einige weitere Zusammentreffen der gegnerischen Parteien in Waldeck. Danach lud der Statthalter in der Oberpfalz, „Hanns von Helmstat Zu Gruseneckh, Vitzdome Zu Amberg“, Hans Nothaft und Otwalt von Seckendorf am 13. November 1498 nach Amberg vor. Die beiden Parteien vereinbarten, dass jeder zwei „Zusetze“ zu einem Schiedsgericht beordern konnte. Der Obmann des Schiedsgerichtes war Ludwig von Eyb.
Das Schiedsgericht beauftragte die beiden Parteien, Personen zu nennen, die „lebendiges Zeugnis“ zu den Konflikten geben können. Diese sollten von einem „Commissarius“ bis Lichtmess 1498 befragt werden. Am 10. Dezember 1498 wurde mit der Befragung der Zeugen im Kemnather Rathaus begonnen. Oswalt von Seckendorf hatte fünfzig Zeugen mitgebracht, Hans Nothaft dreißig. Den Zeugen wurden Fragen sowohl über den strittigen Grenzverlauf als auch über Waldarbeit, Jagd- und Gerichtsrechte gestellt. Vor allem bei der Nutzung des Waldes hatte es Differenzen gegeben, da das Holz ein wichtiger Rohstoff war. Die Zeugen bestätigten, dass der Herrschaft Weißenstein das Holzrecht oftmals von den Pfälzischen strittig gemacht wurde, und nicht selten sei es vorgekommen, dass die Bürger den Waldzins sowohl an die Herrschaft Weißenstein als auch an die Pfälzischen zu entrichten hatten.
Auch beim Jagdrecht verhielt es sich ähnlich. Zeugen berichteten, dass die Notthaffte das Jagdrecht im Steinwald besaßen, doch dass ihnen dieses teilweise von den pfalzgräflichen Amtsleuten streitig gemacht wurde. Dabei ging es auch um die sogenannten Wildgruben, die die Notthaffte im Steinwald besaßen. Diese wurden oftmals mutwillig von den pfalzgräfischen Jägern zerstört.
Ebenfalls strittig war die Gerichtsbarkeit. Die befragten Personen berichteten hierzu, dass vom Weißensteiner Hochgericht gefällte Urteile oftmals von den pfalzgräflichen Richtern wieder aufgehoben wurden bzw. den Weißensteinern die Gerichtsbarkeit streitig gemacht wurde. Die pfalzgräflichen Pfleger zu Waldeck zielten darauf ab, den Notthafften ihren Besitz abzuerkennen. Sie luden Zeugen vor, deren Aussagen den Notthafften oft nur die Burg Weißenstein selbst als Besitz einräumten.
Nach der Zeugenbefragung traf sich das Schiedsgericht mehrmals in Kemnath, um über das Urteil zu beraten. Aufgrund des Kaufbriefes, den Hans Nothaft vorlegen konnte, entschied das Gericht zu seinen Gunsten. Am 5. Mai 1499 wurde das Urteil gefällt, das die Grenze zwischen der Kurpfalz und der Herrschaft Weißenstein ein für alle Mal festlegte. Es bestätigte die Grenze, die Hans Nothaft bei der Begehung des Geländes behauptet hatte. Zum Teil besteht diese Grenze heute noch; sie trennt die Forste der Freiherrn von Gemmingen-Hornberg vom westlichen Staatswald (siehe hierzu auch Unterabschnitt Eigentümer des Steinwaldes). Die im Urteil genannten Orte existieren zum Teil heute noch. Funkenau ist ein kleiner Weiler nördlich von Pullenreuth. Harlach heißt heute Harlachberg und liegt östlich von Pullenreuth.

### Namensherkunft
Der Name Steinwald kommt nicht, wie oftmals fälschlich angenommen wird, von der großen Zahl an Felsen und Steinen im Wald. In einer Steuerdistriktskarte aus dem Jahre 1814 wird die Burg Weißenstein als Stein = Weißenstein bezeichnet. Wenn man diesen Gedanken weiterführt, wäre der Steinwald dann der „Weißensteinwald“, d. h. die herrschaftliche Waldung, die zur Burg gehörte. Auf diese Herkunft des Namens weist auch die Bezeichnung „Erbstainwald“ hin, die in vielen Besitzurkunden der Notthaffte vorkommt. In diesen Urkunden wird die Burg Weißenstein auch öfters als das „Schloss auf der einen Seitend des Waldes“ bezeichnet. Die Beschreibung des Halsgerichtes (Gerichtsbezirk) der Herrschaft Weißenstein aus dem Jahre 1631 gibt die Erklärung für diesen merkwürdigen Begriff. Es heißt darin:
„uf derselben schloß gezürk, dörffern, hämmern, gütern und wäldern mit na-
men,
zwen hof, einer siebenlind, der andere harpfersreuth,
item zwey Dörfer Poppenreuth und helmbrechts
der rainwald das Gefäll, der andere Steinwald genannt
beide vom Weißenstein und gerichten Redwitz und Siebenlind-wärts
in einer halben meil wegs liegen […]“
Der Höhenkamm im Norden von der Platte bis zum Weißenstein und die damals noch vorhandene Gemarkung der Wüstung Siebenlind begrenzten den historischen Steinwald. Der in der Quelle genannte Ort Harpfersreuth wurde 1632 von den Schweden verwüstet – eine Waldwiese ist das einzige, was von Harpfersreuth übrig blieb. Mit Redwitz ist das heutige Marktredwitz gemeint. Der heutige Steinwald und der gleichnamige Naturpark haben mit diesem historischen Waldgebiet nur den Namen gemeinsam. Der Name Steinwald stammt mit Sicherheit aus den Anfangsjahrzehnten des 19. Jahrhunderts. Der Name Weißensteiner Kette für die gesamte Südost-Flanke des Fichtelgebirges geriet in Vergessenheit und wird nicht mehr verwendet.

## Sagen
Es gibt zahlreiche Sagen im Steinwald. Viele davon handeln von der Burg Weißenstein, wie auch diese hier:
„Bereits zu Lebzeiten Karls des Großen oder Ludwigs des Blinden wanderte ein Friesenfürst namens Rapotus oder Radipold aus seinem Stammland aus und kam mit seinem Gefolge in den Steinwald und in das angrenzende Fichtelgebirge. Dort soll er das nach ihm benannte Dorf Rapotenriut (heute Herzogöd) gegründet haben. Es entstand ein reger Handel zwischen den bereits im Steinwald lebenden Slawen-Wenden und dem Volke Rapotus. Doch eines Tages geriet er in Streit mit den Handelspartnern und im Kampf wurde seine Pfalz Herzogöd vernichtet. Also errichtete er weiter südlich die Burg Weißenstein, die bis heute steht.“
Um ungewöhnliche Steinformationen oder Naturbegebenheiten ranken sich ebenfalls Sagen. Die Entstehung des Teufelssteins erklärt die Sage wie folgt:
„Der Steinwald ist durch viele aus dem Wald ragende Granitfelsen gekennzeichnet. Bei Napfberg befindet sich ein solcher, genannt der Teufelsstein. Der Teufel wollte mit diesem Felsen den Bau der Wallfahrtskirche Fuchsmühl verhindern. Er machte sich also auf den Weg nach Fuchsmühl. Auf dem Weg begegnete ihm eine Frau, die ihre kaputten Schuhe auf dem Rücken trug. Als der Teufel wissen wollte, wie weit es noch bis Fuchsmühl sei, zeigte die Frau ihm ihre zerrissenen Schuhsohlen. Daraufhin soll der Teufel über die weite Entfernung zornig geworden sein und den Teufelsstein auf den Boden geworfen haben, wo er heute noch liegt.“

## Ortschaften
- Bärnhöhe ist ein kleiner Ort, der zu Friedenfels gehört. Der Name rührt von einer Erhebung nahe dem Ort her, an dem sich früher Bären aufhielten.
- Dechantsees ist einer der beiden Ortsteile Pullenreuths und liegt östlich des Höllbachs, der durch Pullenreuth fließt.
- Erbendorf ist die größte Siedlung direkt am Steinwald und ein staatlich anerkannter Erholungsort. Die 1109 erstmals urkundlich erwähnte Stadt fungiert als Unterzentrum mit einigen zusätzlichen Attraktionen, wie z. B. einem beheizten Freibad.
- Der staatlich anerkannte Erholungsort Friedenfels liegt mitten im Steinwald. Er wird auch von der einzigen Straßendirektverbindung durch den Steinwald von Poppenreuth nach Krummennaab durchquert. Sehenswert ist das barocke Schloss.

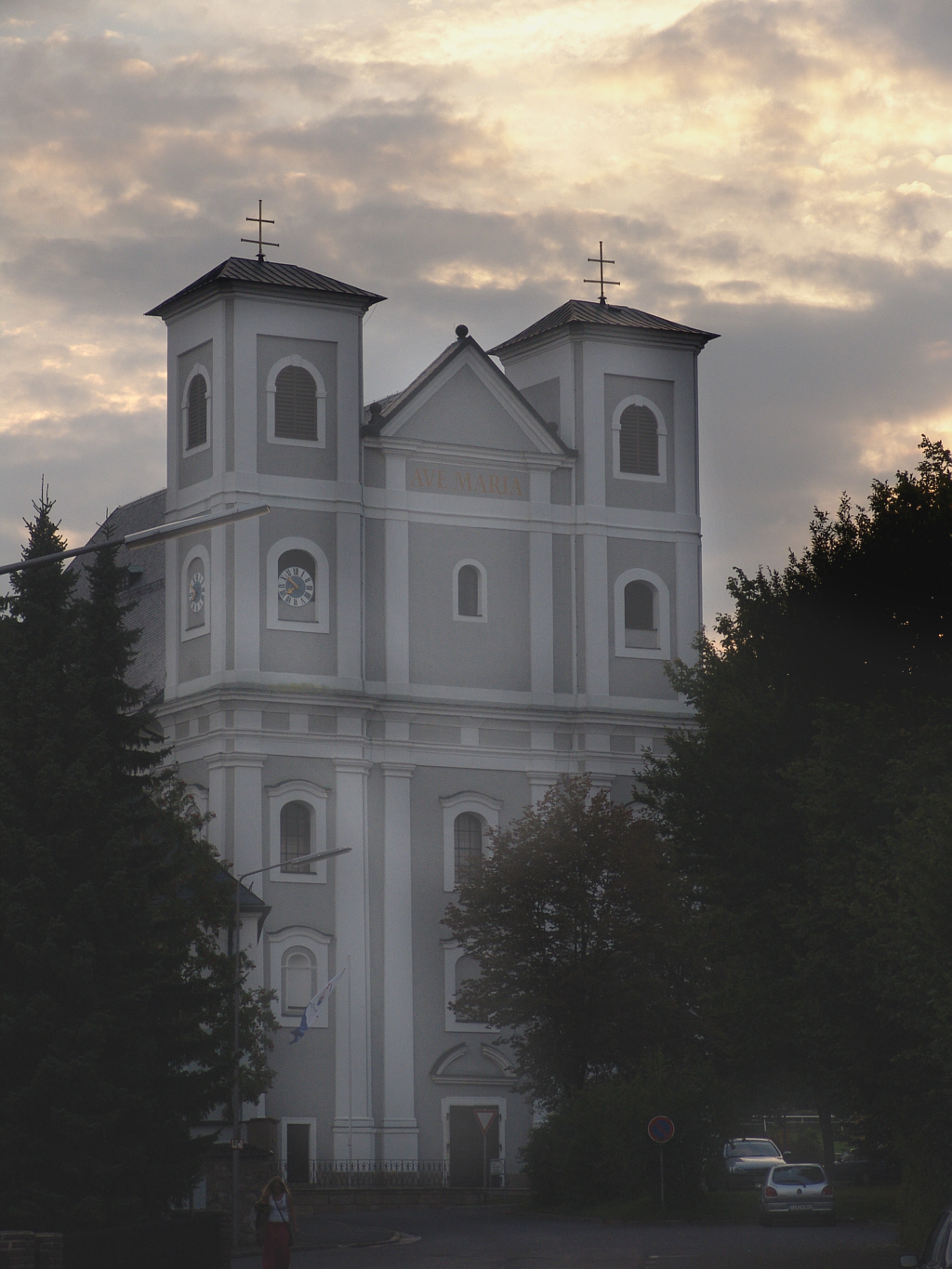
Wallfahrtskirche Maria Hilf in Fuchsmühl

- Fuchsmühl ist ein Markt, der am östlichen Rand des Steinwaldes liegt. Die bemerkenswerte Geschichte des Ortes zeigt sich unter anderem auch in der Fuchsmühler Holzschlacht, bei der aufständische Bauern Holzfrevel begingen, nachdem ihnen zuvor das Recht auf das Holz aberkannt worden war. Sehenswert ist die Wallfahrtskirche Maria Hilf.
- Der Ort Grötschenreuth liegt knapp drei Kilometer nordöstlich von Erbendorf. In Grötschenreuth gibt es auch ein Schloss.
- Helmbrechts, nicht zu verwechseln mit der gleichnamigen Stadt im Frankenwald, ist ein Stadtteil von Waldershof und liegt westlich von Poppenreuth.
- Herzogöd gehört zur Gemeinde Fuchsmühl. Es liegt auf einer hohen Erhebung im Steinwald. Nach einer Sage hieß Herzogöd ursprünglich Rapotenriut und wurde von einem Friesenfürsten gegründet.
- Hohenhard ist ein Ortsteil von Waldershof, der jedoch zur Pfarrei Pullenreuth gehört. Umgangssprachlich wird Hohenhard auch „Einöde“ genannt.
- Napfberg gehört zur Stadt Erbendorf. Es liegt nördlich von Pfaben.
- Pfaben ist der wichtigste Ort für den Tourismus im Steinwald, nicht zuletzt wegen des sich hier befindlichen Hotels „Steinwaldhaus“. Hier kreuzen sich zahlreiche Wanderwege. Diese günstige Lage trägt ebenfalls zur Förderung des Fremdenverkehrs in Pfaben bei.
- Pullenreuth ist neben Waldershof der größte Ort am nördlichen und nordöstlichen Steinwald. Für Touristen stehen einige Pensionen zur Verfügung.
- Thumsenreuth liegt am Südrand des Steinwaldes. Sehenswert sind das Schloss, die evangelische und die katholische Pfarrkirche.
- Trevesen liegt in einer Art Talkessel in der Nähe des Steinwalds und gehört zur Gemeinde Pullenreuth. Die Fichtelnaab durchquert den Ort.

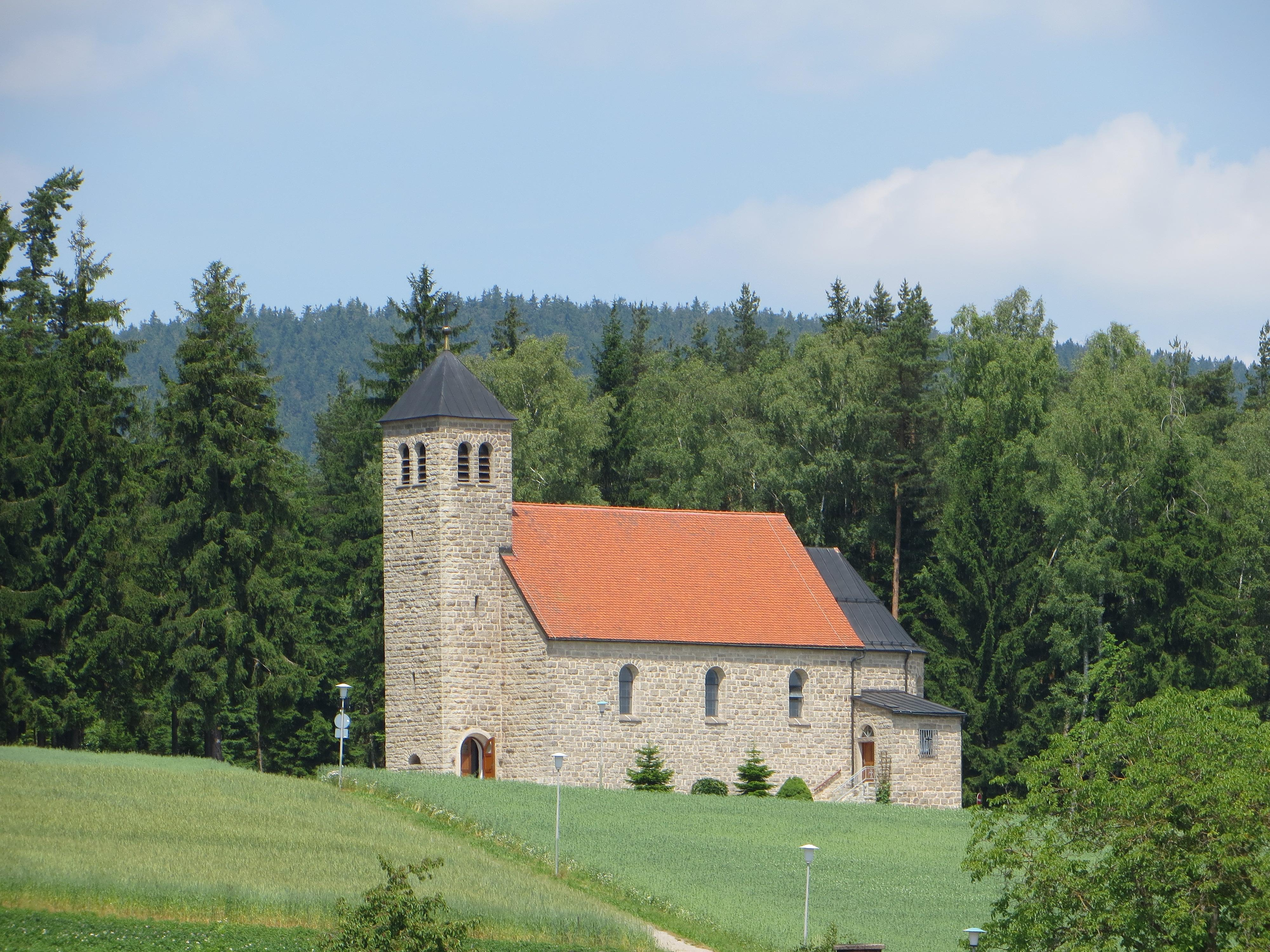
Steinwaldkirche

## Sehenswürdigkeiten

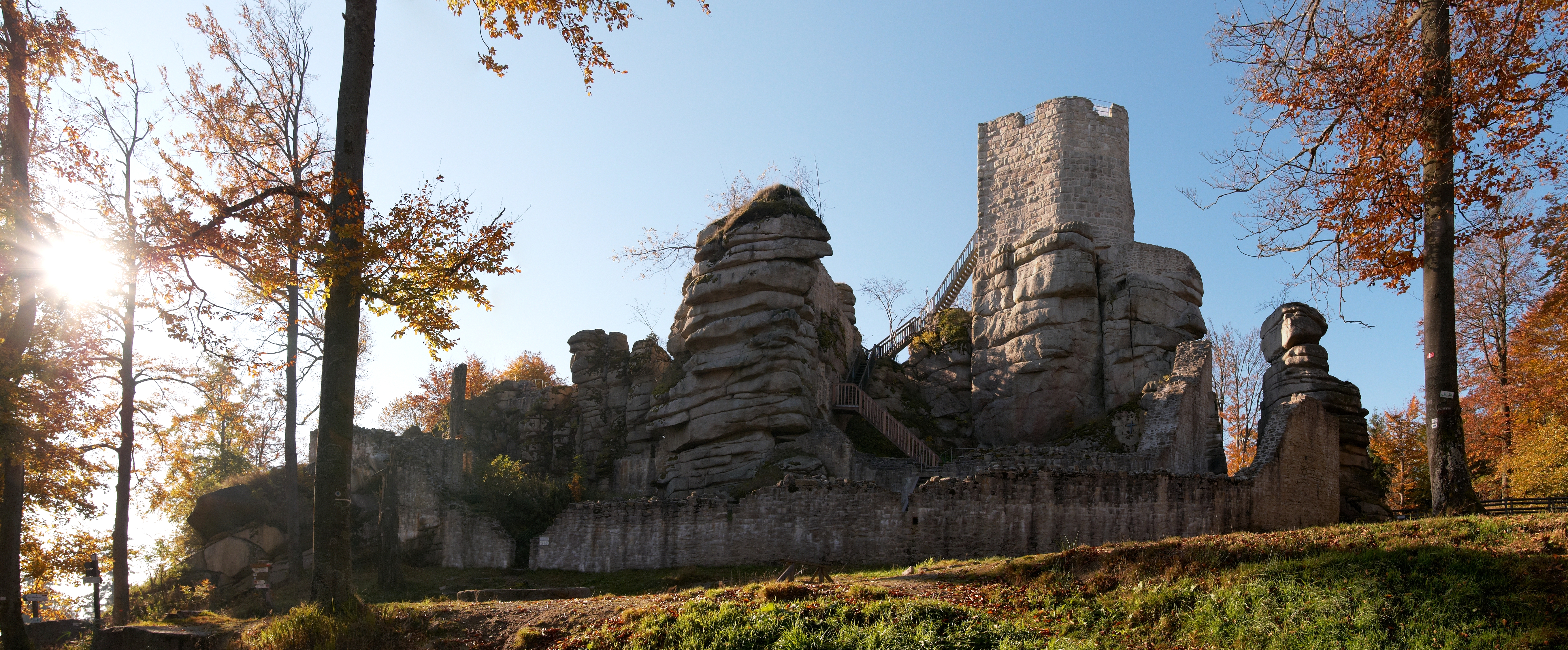
Burgruine Weißenstein

- Der 35 Meter hohe Oberpfalzturm ist ein Aussichtsturm auf der Platte, die mit 946 Metern die höchste Erhebung des Steinwaldes bildet. Zentral im Steinwald gelegen, ist der Oberpfalzturm ein beliebtes Ausflugs- und Wanderziel, auch wegen der Fernsicht, die man hier genießen kann.
- Im Osten des Steinwaldkammes steht in einer Höhe von 863 Metern die Burgruine Weißenstein. Ihre Erbauung geht in das 13. Jahrhundert zurück. Heute ist die Ruine ein beliebtes Wanderziel, da auch der Weg zum Oberpfalzturm hier vorbeiführt.
- Die Hl. Kreuz-Kirche Dechantsees, in der Bevölkerung vor allem als Klausenkirche bekannt, ist eine um 1720 errichtete Kirche bei Pullenreuth. Sie hat einen kreuzförmigen Grundriss. Eine Sage rankt sich um das so genannte Schwedenkreuz, das sich auf dem Dach der Kirche befand.
- Schloss Grötschenreuth (privat): Auf einer Anhöhe in dem an der Fichtelnaab gelegenen Ort Grötschenreuth befindet sich ein Schloss, das sich in Privatbesitz befindet. Das 1611 erbaute Gebäude mit Walmdach wurde etwa 1870 um einen Portalturm erweitert. 1924 entstand eine rückwärtige Hofanlage, von 1924 bis 1927 wurden überkuppelte Ecktürme angebaut. Heute steht das Schloss unter Denkmalschutz.
- Steinwaldkirche St. Peter: Die aus Granitsteinen errichtete Peterskirche ist inzwischen längst zu einem Wahrzeichen des Steinwaldes geworden. Das in der Nähe der Ortschaft Wäldern gelegene Gotteshaus wurde 1950 eingeweiht.
- Kapelle mit zwei großen Linden in Hohenhard: Die Antonius-Kapelle in Hohenhard wurde 1766 errichtet und ist von zwei großen Linden umgeben. Das wertvollste Stück der Kapelle ist ein spätgotisches Holzrelief an der Chorwand, das Jesus im Tempel zeigt.
- Das Marktredwitzer Haus, ein Unterkunftshaus des Fichtelgebirgsvereins, liegt am Nordhang des Steinwaldes südlich von Waldershof und ist Ausgangspunkt für verschiedene Wanderungen im Steinwald.
- Das Schloss Reuth ist eine zweigeschossige Anlage mit überkuppeltem Rundturm in Reuth bei Erbendorf. Früher war das Schloss im Besitz der Trautenberger, der heutige Besitzer ist Freiherr von Podewils.
- Das Waldhaus ist ein ehemaliges Forsthaus im Steinwald. Es ist ein wichtiger Ausgangspunkt für Wanderungen, da es sowohl aus südlicher Richtung von Pfaben aus als auch aus nördlicher Richtung von Neuköslarn aus erreichbar ist. In der Nähe des Waldhauses befinden sich ein Rotwildgehege, ein Spielplatz und eine Unterstellhütte sowie einige Bänke mit Tischen. Wanderwege z. B. zur Platte, zum Reiseneggerfelsen oder zum Saubadfelsen gehen vom Waldhaus aus.

## Klettern

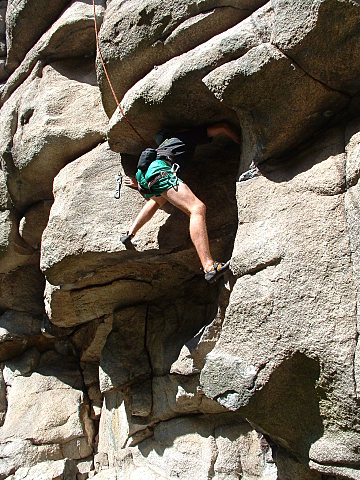
Klettern im Steinwald: Morgentauweg

Im Steinwald gibt es einige Granitblöcke und Felsen, die zum Klettern freigegeben sind. Einige der Routen sind relativ gut abgesichert, andere hingegen etwas weniger (diese können allerdings oftmals mit mobilen Sicherungsmitteln wie Friends oder Klemmkeilen entsprechend entschärft werden). Besonders empfehlenswert sind die Routen am Vogel- und am Räuberfelsen. Der Vogelfelsen bietet einige der leichteren Wege, wohingegen der Räuberfelsen tendenziell die anspruchsvolleren Routen bereithält. Ein weiterer zum Klettern freigegebener Felsen ist das Ratsfelsen-Massiv bestehend aus Ratsfelsen, Y-Riss Felsen und Waldkopf.

## Wandern

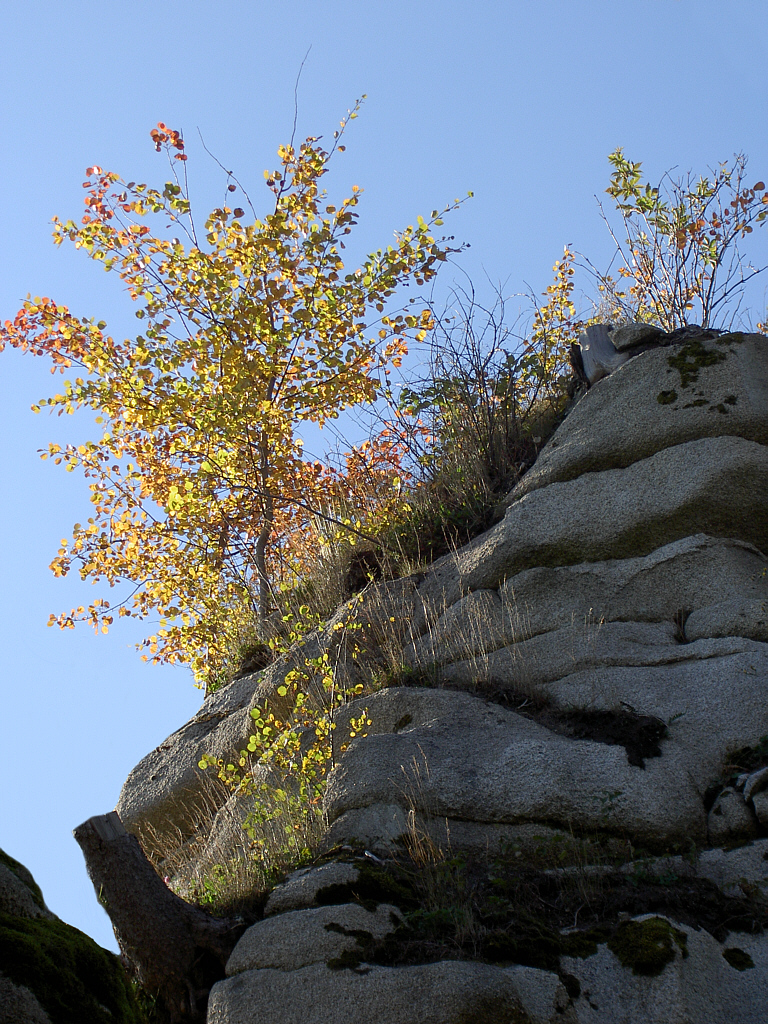
Granitfelsen im Steinwald

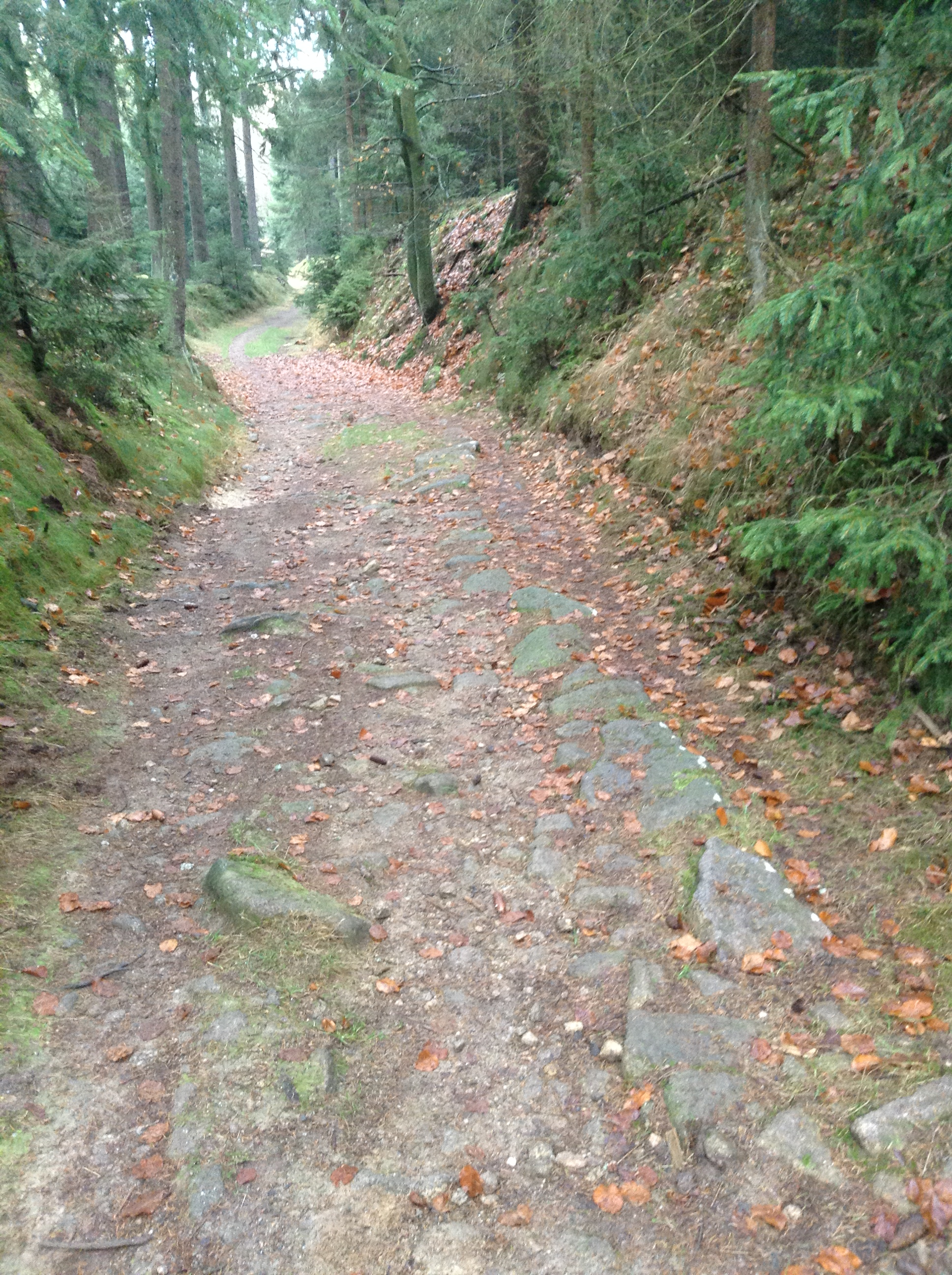
Hohlweg am Nordabhang des Steinwalds, man kann noch einen Teil der Wegbefestigung erkennen

Viele Urlauber kommen in den Steinwald, um zu wandern. Fernwanderwege, die den Steinwald berühren, sind:
- Der Burgenweg ist gelb-blau-gelb markiert. Er führt von Marktredwitz zur Burgruine Weißenstein und anschließend weiter durch die Oberpfalz.
- Der Goldsteig, ein 600 Kilometer langer Wanderweg durch den Oberpfälzer und Bayerischen Wald, beginnt in Marktredwitz und führt über den Steinwald an der Burgruine Weißenstein vorbei.
- Der Steinwaldweg ist durch ein weiß-rotes Rechteck markiert. Er gehört zu den Hauptwanderwegen des Fichtelgebirgsvereins und führt vom Gipfel der Kösseine zur Platte und von dort aus zur Burgruine Weißenstein. Sein Ende findet der 38 Kilometer lange Weg in Waldsassen.
- Der Südweg, ebenfalls ein Hauptwanderweg des Fichtelgebirgsvereins, markiert durch ein schwarzes S auf gelbem Grund, führt von Neuenmarkt aus zum Armesberg. Von hier aus führt der 68 Kilometer lange Weg über das Waldhaus schließlich nach Wiesau, wo er endet.

Vom Wanderparkplatz nördlich von Pfaben führt ein Lehrpfad zu einigen Naturschönheiten des Steinwaldes. Rundwanderwege gehen von Friedenfels und Erbendorf aus. Auf den Hohen Steinwald führen Zugangswege von Neusorg, Waldershof, Marktredwitz, Poppenreuth, Fuchsmühl, Friedenfels und Erbendorf.

## Karten
- Fritsch Wanderkarte Nr. 52 Naturpark Fichtelgebirge, 1:50.000
- Bayerisches Landesvermessungsamt München, Topografische Karte 1:25.000, Naturpark Steinwald